# Corteza oceánica

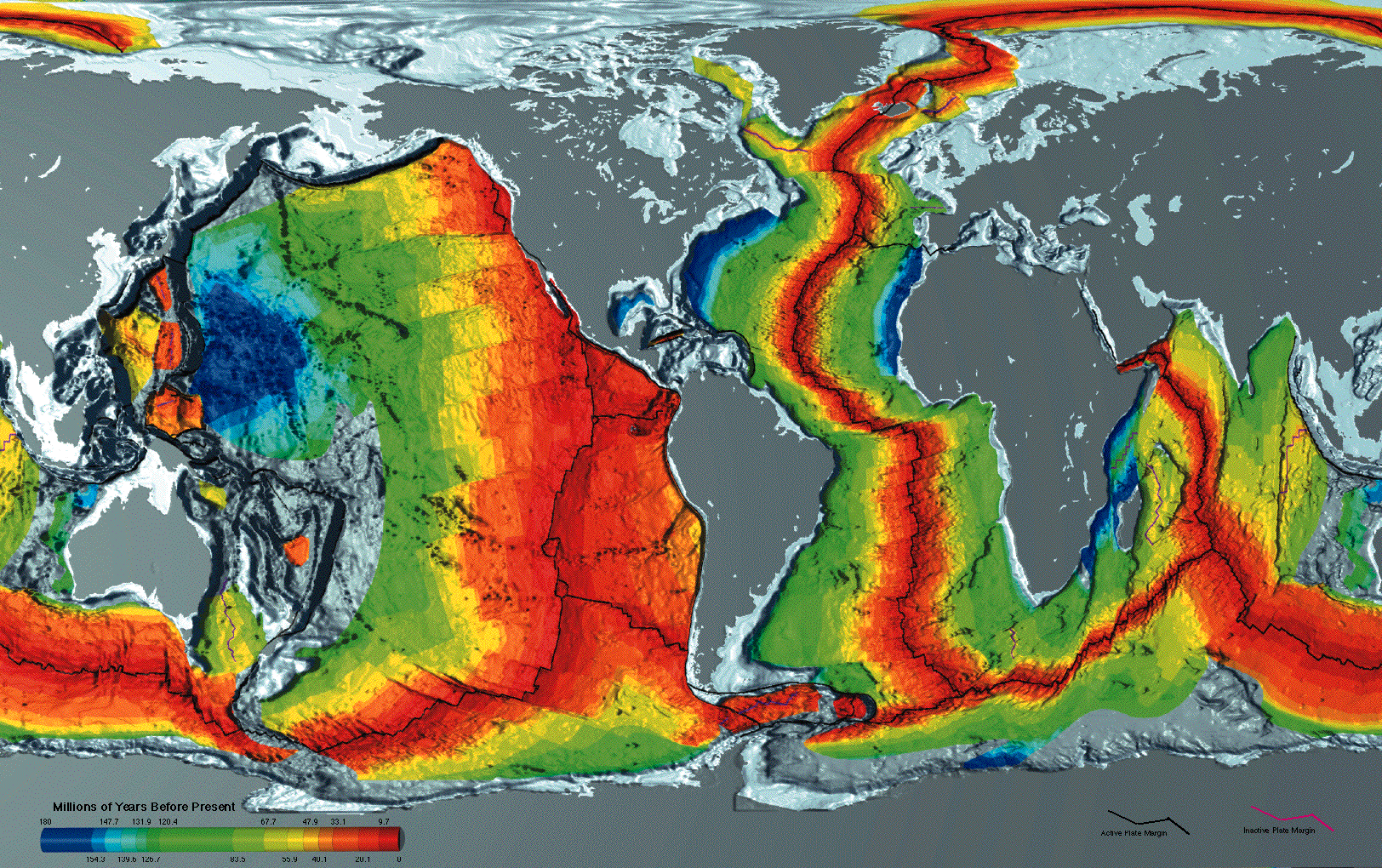
Edad de la corteza oceánica.En rojo las zonas más jóvenes; en azul, las más antiguas.

La  corteza oceánica es la parte de la corteza terrestre que forma los océanos. Corresponde al 0,099% de la masa de la Tierra; en una profundidad de 10 km.
La corteza oceánica contiene el 0,147% de la masa conjunta del manto y la corteza. La mayor parte de la corteza terrestre se produjo a partir de la actividad volcánica. El sistema de dorsales oceánicas, una red de volcanes de 40 000 km de longitud, genera nueva corteza oceánica a razón de 17 km³ por año, cubriendo el fondo del océano con basalto. Hawái e Islandia son dos ejemplos de la acumulación de pilas de basalto.

## División de la corteza oceánica

Sección típica de las rocas de la corteza oceánica (sedimentos y ofiolitas).

La corteza oceánica está dividida generalmente en 3 capas:
- Capa 1: constituida por sedimentos (lodos y chert) y rocas volcánicas, Se encuentra a una profundidad media de 5-6 km y tiene un espesor de 1-2 km, la velocidad de las ondas sísmicas va desde los 1,5 km/s a los 4,5 km/s.
- Capa 2: constituida por rocas máficas y mafico-volcánicas, tiene un espesor de 1-2 km y la velocidad de las ondas sísmicas es de 4,5-6,5 km/s. Esta capa está formada por diques seriados y lava acojinada, los primeros son importantes porque permiten conocer la posición de la dorsal en ciertos casos, tienen una textura ofítica (compuesta por piroxenos y plagioclasa). La lava acojinada es bastante compacta aunque puede tener nódulos de chert, carbonatos y diabasas.
- Capa 3: constituida por rocas ultramáficas como los gabros y peridotitas, tiene un espesor de 1-5 km y las velocidades de las ondas sísmicas van desde los 6,5-8 km/s. Los gabros forman primeramente una capa isótropa, inferiormente a esta se encuentran los llamados gabros acumulados que permiten conocer las condiciones de la cámara magmática ya que tienen texturas de tipo acumulado con olivinos, px etc (pudiendo conocerse la secuencia de cristalización y derivar en el conocimiento del tipo de magmatismo) además estos gabros tienen estructuras similares a las rocas sedimentarias como pueden ser "estratificaciones cruzadas en surco" "granoselección".

Debajo de estos gabros y separado por la discontinuidad de Mohorovicic (por lo tanto ya correspondientes al manto) se encuentran las peridotitas acumuladas formadas en la base de la cámara magmática y correspondiendo a la roca más densa.
Finalmente se encuentran las peridotitas tectonizadas separadas de las otras por el llamado Moho petrológico debido a la diferencia de génesis en su formación. Se caracterizan por la existencia de foliaciones y / o lineaciones formadas como consecuencia del flujo.
Estas foliciaciones y lineaciones permiten en cierta medida conocer el tipo de dorsal en la que se formaron.

### Dorsales oceánicas
Las dorsales oceánicas son grandes elevaciones de unos 3000 m sobre el fondo oceánico. Se encuentran en los bordes de placas litosféricas, asociadas a volcanes submarinos.

### Llanuras abisales
Las llanuras abisales son grandes extensiones llanas sobre las que encontramos montes submarinos y guyots.

### Guyots
Son montes submarinos de cimas planas. La cima fue erosionada cuando se encontraba a nivel del mar.

### Fosas abisales
Son fisuras estrechas y profundas donde se acumula gran cantidad de sedimentos. Se localizan en los bordes de placa, cerca de un continente o de una zona insular. Están asociadas a la presencia de terremotos. Un ejemplo es el de las fosas Marianas en Oceanía-Asia, y pueden llegar a ser muy inmensas sus capas.

### Ciclo de vida
La corteza oceánica se forma continuamente en las dorsales oceánicas. Cuando las placas continentales se separan en estas dorsales, el magma se eleva hacia el manto superior y forma nueva corteza. Las rocas oceánicas más jóvenes se encuentran en las dorsales oceánicas y son progresivamente más viejas a medida que se encuentren más alejadas de ellas.
A medida que el manto asciende, se enfría y se funde, ya que la presión disminuye y entra en la fase de solidus. La cantidad de fusión producida depende únicamente de la temperatura del manto a medida que asciende. De ahí que la mayor parte de la corteza oceánica tenga el mismo espesor (7±1 km). Las dorsales de extensión muy lentas (<1 cm-año-1 de velocidad media) producen una corteza más delgada (4-5 km de espesor), ya que el manto tiene la oportunidad de enfriarse al ascender, por lo que cruza el solidus y se funde a menor profundidad, produciendo así menos fusión y una corteza más delgada. Un ejemplo de ello es la dorsal de Gakkel, bajo el océano Ártico. Por encima de los penachos se encuentra una corteza más gruesa que la media, ya que el manto está más caliente y, por tanto, atraviesa el solidus y se funde a mayor profundidad, creando más fusión y una corteza más gruesa. Un ejemplo de ello es Islandia, cuya corteza tiene un espesor de ~20 km. La edad de la corteza oceánica puede utilizarse para estimar el grosor (térmico) de la litosfera, donde la corteza oceánica joven no ha tenido tiempo suficiente para enfriar el manto que tiene debajo, mientras que la corteza oceánica más antigua tiene una litosfera del manto más gruesa.
La litosfera oceánica subduce en lo que se conoce como bordes convergentes. Estos bordes pueden existir entre la litosfera oceánica de una placa y la litosfera oceánica de otra, o entre la litosfera oceánica de una placa y la litosfera continental de otra. En la segunda situación, la litosfera oceánica siempre subduce porque la litosfera continental es menos densa. El proceso de subducción consume continuamente la litosfera oceánica más antigua, por lo que la corteza oceánica rara vez tiene más de 200 millones de años. El proceso de formación y destrucción de supercontinentes mediante ciclos repetidos de creación y destrucción de corteza oceánica se conoce como ciclo de Wilson.
La corteza oceánica a gran escala más antigua se encuentra en el Pacífico occidental y en el Atlántico noroccidental: ambas tienen una antigüedad de hasta 180-200 millones de años. Sin embargo, partes del Mediterráneo oriental podrían ser restos del océano Tetis, mucho más antiguo, con unos 270 y hasta 340 millones de años.